# 이명은
이명은은 대한민국의 배우이다. 2018년 연극 《맹랑별곡》으로 데뷔하였다.

## 학력
- 2015년 국민대학교 연극전공

## 출연작

### 방송
- 2019~2020 딩동댕 친구들 - 장난감의 비밀

### 공연
- 2018년 완전뜬금 명랑악극 맹랑별곡
- 2018년 댓글부대